# Misato, Miyagi

Misato (美里町 Misato-machi?) este un oraș în Japonia, în districtul Tōda al prefecturii Miyagi.